# Boston Manor
Boston Manor es una banda de rock británica de París que se formó en Blackpool, Lancashire en 2013. Lanzaron un primer EP Here/Now, a través de Never Mend Records en Bandcamp, y en 2014 firmaron con Failure By Design Records para su segundo EP Driftwood. En 2015, la banda firmó con Pure Noise Records: con ellos, lanzaron otro EP Saudade, así como sus álbumes de estudio Be Nothing (2016), Welcome to the Neighbourhood (2018) y Glue (2020).
El sonido de la banda mezcla emo con influencias más pesadas, reminiscentes del grunge de los 90 y el post-hardcore de principios de los 2000. La banda ha sido nominada a Mejor Revelación Británica en los Premios Kerrang! en 2018 y Welcome to the Neighbourhood recibió una nominación a Mejor Arte de Álbum en los Premios Heavy Music en 2019.

## Historia
Boston Manor nació en Blackpool, Lancashire, Inglaterra, en marzo de 2013, tras separarse de sus bandas anteriores. "No hay mucha escena musical en Blackpool", afirmó el vocalista Henry Cox. "Intentamos revitalizarla. Cuando teníamos 16, 17 y 18 años, tocábamos en conciertos con diferentes bandas. Pero había un concierto en una sala y solo podíamos ir a uno". Hablando de sus inicios, añadió: "Tuvimos que comprar una furgoneta y tocar fuera de Blackpool, ya que era la única manera de dar a conocer nuestra música". El nombre de la banda proviene del título de una maqueta que le envió un amigo a Henry.
El 27 de julio de 2013, la banda lanzó el EP Here/Now a través de Never Mend Records, un sello independiente con sede en Virginia, en Bandcamp.
El 31 de marzo de 2014, Boston Manor lanzó un EP compartido con la banda Throwing Stuff, a través de Aaahh!!! Real Records.
En 2014 firmaron con Failure By Design Records y el 13 de octubre de ese mismo año lanzaron el EP Driftwood. En enero de 2015, se unieron a Moose Blood en una gira por el Reino Unido.
En 2015, Boston Manor firmó con Pure Noise Records y lanzó un tercer EP, titulado Saudade, el 20 de noviembre. Durante la primavera de 2016, la banda tenía previsto unirse a Hit The Lights, Seaway, Can't Swim y Casey Bolles en una gira por Estados Unidos, que tuvieron que abandonar debido a problemas con el visado.
El 30 de septiembre de 2016, presentaron su primer álbum de estudio Be Nothing y en noviembre de 2016 comenzaron su primera gira como cabezas de cartel por el Reino Unido y Europa, con los teloneros Can't Swim y Wallflower.
En el verano de 2017, la banda participó en el Vans Warped Tour en Estados Unidos junto a Alestorm, The Ataris y muchas otras bandas de punk.
El 7 de septiembre de 2018, Boston Manor lanzó su segundo álbum Welcome to the Neighbourhood. Los críticos elogiaron el disco: "Boston Manor es una de las pocas bandas que superó fácilmente la calidad de su debut con su segundo lanzamiento al tomar todo lo que los hizo buenos en primer lugar, amplificarlo 10 veces y agregar algunos trucos nuevos por si acaso", y Kerrang! lo incluyó como Álbum de la Semana.
A principios de 2019, la banda emprendió una gira europea como teloneros de Good Charlotte, antes de unirse a A Day to Remember para una gira de primavera en Estados Unidos.
El 3 de junio de 2019, Boston Manor lanzó un nuevo tema, "Liquid", con la colaboración de John Floreani, líder de Trophy Eyes. El sencillo incluía una versión acústica de "Halo", el exitoso sencillo de "Welcome to the Neighbourhood".
En el verano de 2019, la banda actuó en directo por primera vez en los festivales de Reading y Leeds, antes de comenzar una gira por Europa en octubre y su primera gira como cabezas de cartel en Estados Unidos y Canadá en noviembre/diciembre, con la colaboración de Microwave, Heart Attack Man y Selfish Things.
El 19 de agosto de 2019, Boston Manor reinterpretó el sencillo "England's Dreaming" en una versión acústica: el lanzamiento fue acompañado por un remix de "Welcome to the Neighbourhood" de Lebrock como cara B.
El 1 de mayo de 2020, Boston Manor lanzó su tercer álbum de estudio Glue. En abril de 2020, Kerrang! describió a la banda como "la voz de una nueva generación".
En julio de 2021, Boston Manor anunció su fichaje por SharpTone Records, así como una gira europea con la banda galesa de pop punk Neck Deep.
El 29 de octubre de 2021, la banda lanzó Desperate Times Desperate Pleasures.
En 2022, la banda lanzó Datura, el primer álbum de una serie de dos partes. Para componer el sucesor del álbum, se abstuvieron de actuar en directo, aunque sí participaron en algunos festivales y ofrecieron una breve gira por Estados Unidos. "Sundiver", la segunda parte de "Datura", se lanzó el 6 de septiembre de 2024.

## Miembros
- Henry Cox – voz principal
- Mike Cunniff – guitarra principal
- Ash Wilson – guitarra rítmica, coros
- Dan Cunniff – bajo
- Jordan Pugh – batería

## Discografía
Álbumes de estudio
- 2016: Be Nothing
- 2018: Welcome to the Neighbourhood
- 2020: Glue
- 2022: Datura
- 2024: Sundiver